# Бангладеш на Светском првенству у атлетици на отвореном 2013.
Бангладеш је учествовао на Светском првенству у атлетици на отвореном 2013. одржаном у Москви од 10. до 18. августа. Репрезентацију Бангладеша представљао је један такмичар који се такмичио у трци на 100 метара.
На овом првенству Бангладеш није освојио ниједну медаљу. Није било нових националних рекорда ни личног рекорда.

## Учесници
Мушкарци:
- Масбах Ахмед — 400 м

## Резултати

### Мушкарци
| Атлетичар    | Дисциплина | Лични рекорд | Предтакмичење | Предтакмичење | Квалификације        | Квалификације        | Полуфинале           | Полуфинале           | Финале               | Финале  | Детаљи                                       |
| Атлетичар    | Дисциплина | Лични рекорд | Резултат      | Место         | Резултат             | Место                | Резултат             | Место                | Резултат             | Место   | Детаљи                                       |
| ------------ | ---------- | ------------ | ------------- | ------------- | -------------------- | -------------------- | -------------------- | -------------------- | -------------------- | ------- | -------------------------------------------- |
| Масбах Ахмед | 100 м      | 10,99        | 11,23         | 5 гр 3        | Није се квалификовао | Није се квалификовао | Није се квалификовао | Није се квалификовао | Није се квалификовао | 65 / 75 | Архивирано на веб-сајту (30. септембар 2013) |